# Amastris
Amastris är ett släkte av insekter. Amastris ingår i familjen hornstritar.

## Dottertaxa tillAmastris, i alfabetisk ordning[1]
- Amastris affinis
- Amastris alapigmentata
- Amastris angulata
- Amastris antica
- Amastris arquata
- Amastris brunneipennis
- Amastris citrina
- Amastris compacta
- Amastris concolor
- Amastris consanguinea
- Amastris conspicua
- Amastris dama
- Amastris deitzi
- Amastris deplumis
- Amastris depressa
- Amastris discreta
- Amastris dissimilis
- Amastris elevata
- Amastris evexa
- Amastris exaltata
- Amastris exigua
- Amastris fallax
- Amastris fasciata
- Amastris finitima
- Amastris flava
- Amastris flavifolia
- Amastris fonsecai
- Amastris froeschneri
- Amastris funkhouseri
- Amastris gregaria
- Amastris guttata
- Amastris inclinata
- Amastris inconspicua
- Amastris inermis
- Amastris inornata
- Amastris interstincta
- Amastris janae
- Amastris knighti
- Amastris lycioda
- Amastris maculata
- Amastris melina
- Amastris minuta
- Amastris notata
- Amastris obscura
- Amastris obtegens
- Amastris panamensis
- Amastris peruviana
- Amastris projecta
- Amastris pseudoelevata
- Amastris pseudomaculata
- Amastris punctata
- Amastris ramosa
- Amastris reclusa
- Amastris revelata
- Amastris robusta
- Amastris sabulosa
- Amastris sakakibarai
- Amastris simillima
- Amastris singularis
- Amastris specialis
- Amastris straminea
- Amastris subangulata
- Amastris sulphurea
- Amastris templa
- Amastris triviale
- Amastris undulata
- Amastris unica
- Amastris vicina
- Amastris viridisparsa
- Amastris vismiae
- Amastris vitallina